# هامور کتانجک
هامور کتانجک (نام علمی: Paralabrax clathratus) نام یک گونه از سرده هامورهای صخره است.